# Myotis larensis
Myotis larensis — вид рукокрилих ссавців з родини лиликових.

## Таксономічна примітка
Таксон відокремлено від M. nesopolus.

## Поширення
Країни проживання: Колумбія, Венесуела.